# Diócesis de Mbujimayi
La diócesis de Mbujimayi (en latín: Dioecesis Mbugimayensis y en francés: Diocèse de Mbujimayi) es una circunscripción eclesiástica de la Iglesia católica en la República Democrática del Congo. Se trata de una diócesis latina, sufragánea de la arquidiócesis de Kananga. Desde el 1 de agosto de 2009 su obispo es Bernard-Emmanuel Kasanda Mulenga.

## Territorio y organización
La diócesis tiene 21 777 km² y extiende su jurisdicción sobre los fieles católicos de rito latino residentes la provincia de Kasai Oriental y parte de la provincia de Lomami.
La sede de la diócesis se encuentra en la ciudad de Mbujimayi (o Mbuji-Mayi), en donde se halla la Catedral de San Juan Bautista.
En 2021 en la diócesis existían 128 parroquias.

## Historia
La administración apostólica de Mbuji-Mayi fue erigida el 22 de noviembre de 1963, obteniendo el territorio de la arquidiócesis de Luluabourg (hoy arquidiócesis de Kananga) y de la diócesis de Kabinda, y fue encomendada al obispo de Luebo.
El 3 de mayo de 1966, en virtud de la bula Qui benignissimo del papa Pablo VI, adquirió una parte del territorio de la arquidiócesis de Kananga y al mismo tiempo fue elevada a la diócesis de Mbujimayi.

## Estadísticas
Según el Anuario Pontificio 2022 la arquidiócesis tenía a fines de 2021 un total de 2 389 500 fieles bautizados.
| Año                                                                             | Población            | Población | Población      | Sacerdotes | Sacerdotes    | Sacerdotes    | Bautizados por sacerdote | Diáconos permanentes | Religiosos | Religiosos | Parroquias |
| Año                                                                             | Bautizados católicos | Total     | % de católicos | Total      | Clero secular | Clero regular | Bautizados por sacerdote | Diáconos permanentes | Varones    | Mujeres    | Parroquias |
| ------------------------------------------------------------------------------- | -------------------- | --------- | -------------- | ---------- | ------------- | ------------- | ------------------------ | -------------------- | ---------- | ---------- | ---------- |
| 1968                                                                            | 400 000              | 1 500 000 | 26.7           | 103        | 56            | 47            | 3883                     |                      | 32         | 204        | 28         |
| 1980                                                                            | 500 000              | 1 048 076 | 47.7           | 61         | 42            | 19            | 8196                     |                      | 103        | 98         | 30         |
| 1990                                                                            | 479 000              | 1 310 000 | 36.6           | 99         | 80            | 19            | 4838                     |                      | 55         | 170        | 46         |
| 1997                                                                            | 906 000              | 1 501 000 | 60.4           | 145        | 133           | 12            | 6248                     |                      | 103        | 264        | 70         |
| 2002                                                                            | 2 200 000            | 4 000     | 55.0           | 142        | 123           | 19            | 15 492                   |                      | 110        | 293        | 78         |
| 2003                                                                            | 2 200 000            | 4 000     | 55.0           | 140        | 119           | 21            | 15 714                   |                      | 107        | 307        | 78         |
| 2004                                                                            | 2 500 000            | 4 000     | 62.5           | 141        | 120           | 21            | 17 730                   |                      | 99         | 278        | 77         |
| 2013                                                                            | 2 528 000            | 4 662 000 | 54.2           | 148        | 118           | 30            | 17 081                   |                      | 107        | 332        | 97         |
| 2016                                                                            | 2 735 508            | 5 044 396 | 54.2           | 187        | 152           | 35            | 14 628                   |                      | 115        | 320        | 93         |
| 2019                                                                            | 2 091 860            | 4 185 800 | 50.0           | 201        | 147           | 54            | 10 407                   |                      | 130        | 342        | 106        |
| 2021                                                                            | 2 389 500            | 4 500 000 | 53.1           | 185        | 148           | 37            | 12 916                   |                      | 144        | 327        | 128        |
| Fuente: Catholic-Hierarchy, que a su vez toma los datos del Anuario Pontificio. |                      |           |                |            |               |               |                          |                      |            |            |            |

## Episcopologio
- Joseph Ngogi Nkongolo † (3 de mayo de 1966-26 noviembre de 1991 retirado)
- Tharcisse Tshibangu Tshishiku † (26 de noviembre de 1991-1 de agosto de 2009 retirado)
- Bernard-Emmanuel Kasanda Mulenga, desde el 1 de agosto de 2009